# Оттерло, Рохир ван
Рохир ван Оттерло (нидерл. Rogier van Otterloo; 11 декабря 1941, Амстердам — 29 января 1988) — нидерландский композитор.
Рохир, старший сын дирижёра Уильяма ван Оттерло, родился в Амстердаме, столице Голландии. Он сочинил несколько саундтреков к голландским фильмам, за что дважды получил премию Edison Music Awards: в 1971 и в 1988 (посмертно). В 1985 году был награждён организацией Conamus Золотой арфой. В 1980 году стал дирижёром джазового оркестра Метрополь (Metropole Orkest) в Амстердаме. Рохир дирижировал 5 песен на Евровидении: «Amsterdam» (1980), «Het is een wonder» (1981), «Jij en ik» (1982), «Ik hou van jou» (1984) и «Rechtop in de wind» (1987). Также сам сочинял джазовую музыку.
Умер в Билтховене от мезотелиомы.

## Фильмография
- Turks fruit (Турецкие сладости) (1973)
- Help, de dokter verzuipt! (На помощь, доктор тонет!) (1974)
- Keetje Tippel (Китти — вертихвостка) (1975)
- Soldaat van Oranje (Солдаты королевы) (1977)
- Grijpstra & De Gier (Фатальная ошибка) (1979)
- Vrijdag (Пятница) (1981)
- Te Gek Om Los te Lopen (1981)
- Vlaschaard, De (Льняное поле) (1983)
- Op hoop van zegen (Гибель надежды) (1986)